# Rue Paso Florentino
La rue Paso Florentino est une voie de Mexico.

## Situation et accès
Située dans le district Álvaro Obregón, elle est réputée pour ses accidents de la route. Cette voie est parfois considérée comme la plus dangereuse de Mexico en raison de sa forte pente. 
Cette voie de Mexico s’étend du quartier de La Mexicana,, à celui de La Cebada,,,, du district Álvaro Obregón,,,. 
Le passage débute à l’intersection de Vasco Quiroga, et est joint par les rues Paso del Rey, Paso Real, Paso Viejo et Paso de La Patria. 
Sa chaussée pourrait avoir une inclinaison de plus de 30° à 45° selon les sources, mais cette information paraît aberrante pour The Drive qui rappelle que le record du monde est détenu par Baldwin Street avec 19°.
La circulation est à double sens,,. Le fort dénivelé de la pente est à l’origine d’accidents de la route réguliers relayés sur TikTok. Le nombre d’accidents de la route, catalyseur de la popularité de la rue, est plus faible depuis que des aménagements de voirie ont été effectués.

## Origine du nom

### Surnom
Elle est surnommée la « bajada del Diablo » ou la « bajada de la muerte »,,. 

## Historique
D’abord asphaltée, la rue est recouverte de béton dans la seconde moitié des années 2000,.